# José do Nascimento Gonçalves Correia
José do Nascimento Gonçalves Correia foi um político português.

## Biografia
Vereador da Câmara Municipal de Lisboa nos biénios 1856-1857 e 1858-1859, foi eleito Deputado pelo Círculo Eleitoral N.° 111, de Lisboa, para as Legislaturas de 1861-1864, com juramento prestado a 10 de Junho de 1861, e de 1865, com juramento prestado a 13 de Janeiro de 1865. O "Diário da Câmara dos Deputados" não regista qualquer intervenção sua.
Foi um dos Membros da primeira Comissão Central do 1.º de Dezembro de 1640, instituição que deu origem à actual Sociedade Histórica da Independência de Portugal, que se instalou e tomou posse a 28 de Julho de 1861, no Palácio da Independência.